# 立陶宛國家歌劇和芭蕾舞劇院
立陶宛國家歌劇和芭蕾舞劇院（LNOBT），是立陶宛的國家歌劇院及芭蕾舞演出場地，位於維爾紐斯，建築修建於1974。在這裡上演過眾多著名芭蕾舞劇和歌劇，是立陶宛主要的文化演出場地之一。

## 外部連結
- Opera Base
- 官方网站 （英文）

54°41′21″N 25°16′41″E / 54.68917°N 25.27806°E